# Luisa Keller
Luisa Theresa Keller (* 25. August 2001 in Braunschweig) ist eine deutsche Volleyballspielerin.

## Karriere
Luisa Keller ist die Tochter des Volleyballspielers Matthias Keller. Sie spielte in ihrer Jugend beim USC Braunschweig und beim SV Bad Laer. Im Sommer 2016 wechselte sie ins Volleyball-Internat nach Münster und spielte mit der zweiten Mannschaft des USC Münster eine Saison in der zweiten Bundesliga Nord. Seit 2017 stand Keller im Bundesliga-Kader des USC. Keller spielte auch in der deutschen U18/U19-Nationalmannschaft, mit der sie 2017 bei der U18-Europameisterschaft in den Niederlanden und bei der U18-Weltmeisterschaft in Argentinien jeweils den sechsten Platz erreichte. 2018 wurde sie bei der U19-Europameisterschaft in Albanien erneut Sechste. Mit dem Pascal-Gymnasium Münster wurde sie 2018 Zweite bei der Schul-Weltmeisterschaft im tschechischen Brünn.
2020 wechselte die Außenangreiferin innerhalb der deutschen Bundesliga zu den Roten Raben Vilsbiburg. In der Saison 2021/22 kam sie mit Vilsbiburg im DVV-Pokal und den Bundesliga-Playoffs jeweils ins Viertelfinale. 2021/22 erreichte der Verein erneut in beiden Wettbewerben das Viertelfinale. Danach wurde Keller vom deutschen Meister Allianz MTV Stuttgart verpflichtet. Im DVV-Pokal 2022/23 musste sich Stuttgart im Halbfinale gegen den SSC Palmberg Schwerin geschlagen geben. In der Champions League kam der Verein ins Viertelfinale. Anschließend gelang in der Bundesliga im Playoff-Finale gegen den SC Potsdam die Titelverteidiger. Keller wechselte danach wechselte zum Ligakonkurrenten Ladies in Black Aachen. In der Saison 2023/24 kamen die Ladies in Black ins Pokal-Viertelfinale gegen Stuttgart. In der Bundesliga mussten sie als Tabellenletzter der Zwischenrunde auf die Playoffs verzichten. Auch in der Saison 2024/25 spielt Keller für die Ladies in Black.